# Pseudolepturges rufulus
Pseudolepturges rufulus là một loài bọ cánh cứng trong họ Cerambycidae.